# ファビオ・ヌネス・フェルナンデス
ファビオ・ヌネス（Fábio Nunes）こと、ファビオ・ヌネス・フェルナンデス（Fábio Nunes Fernandes、1980年1月15日 - ）はブラジル・リオグランデ・ド・スル州ポルト・アレグレ出身の元プロサッカー選手。ポジションはフォワード。

## 来歴
2004年7月、退団したマルコスの代役としてベガルタ仙台に入団。フットサル出身の選手でテクニックとスピードを兼ね備えたドリブルを得意としていたが、ズデンコ・ベルデニック監督の希望していたタイプの選手ではなかったこともありチーム戦術にあわず、実力を発揮することが出来ずに徐々に出番は減っていった。仙台では4点を記録したがすべてPKによるものであった。

## 所属クラブ
- 1997年 - 2002年  SCインテルナシオナル
- 2002年 - 2004年  クラブ・グアラニー
- 2004年  ベガルタ仙台
- 2005年  ヘネラル・カバジェーロSC（スペイン語版）
- 2006年  サンタクルスFC
- 2006年 - 2007年  アヴァイFC
- 2007年  CFエストレラ・アマドーラ
- 2007年  CSパンドゥリイ・トゥルグ・ジウ
- 2008年 - 2009年  SCベイラ・マル
- 2010年  ウベルランジアEC
- 2010年  アソシアソン・シャペコエンセ・ジ・フチボウ
- 2011年  CEラジェアデンセ
- 2011年  ルヴェルデンセEC
- 2012年  クルーベ・レクレアチーヴォ・アトレチコ・カタラーノ（ポルトガル語版）
- 2012年  エルシリオ・ルスFC
- 2013年  ECクルゼイロ (ポルト・アレグレ)（ポルトガル語版）
- 2013年  ブラジリアFC

## 個人成績
| 国内大会個人成績 | 国内大会個人成績 | 国内大会個人成績 | 国内大会個人成績 | 国内大会個人成績 | 国内大会個人成績 | 国内大会個人成績 | 国内大会個人成績 | 国内大会個人成績 | 国内大会個人成績 | 国内大会個人成績 | 国内大会個人成績 |
| 年度             | クラブ           | 背番号           | リーグ           | リーグ戦         | リーグ戦         | リーグ杯         | リーグ杯         | オープン杯       | オープン杯       | 期間通算         | 期間通算         |
| 年度             | クラブ           | 背番号           | リーグ           | 出場             | 得点             | 出場             | 得点             | 出場             | 得点             | 出場             | 得点             |
| 日本             | 日本             | 日本             | 日本             | リーグ戦         | リーグ戦         | リーグ杯         | リーグ杯         | 天皇杯           | 天皇杯           | 期間通算         | 期間通算         |
| ---------------- | ---------------- | ---------------- | ---------------- | ---------------- | ---------------- | ---------------- | ---------------- | ---------------- | ---------------- | ---------------- | ---------------- |
| 2004             | 仙台             | 9                | J2               | 10               | 4                | -                | -                |                  |                  |                  |                  |
| 通算             | 日本             | 日本             | J2               | 10               | 4                | -                | -                |                  |                  |                  |                  |
| 総通算           | 総通算           | 総通算           | 総通算           | 10               | 4                | 0                | 0                |                  |                  |                  |                  |